# بلکنی چپل
کلیسای بلکنی ساختمان مخروبه‌ای در ساحل نورفولک انگلستان است. علی‌رغم نام خود، این نام تنها نام بخش یا ناحیه قلمرو کشیش کلیسا کِلِی در مجاورت دریای نورفولک و روستای بلکنی قرار دارد، و احتمالاً تنها یک کلیسای کوچک نبوده‌است. این ساختمان بر روی یک تپه بزرگ قرار دارد و چشم اندازی بسوی دریای بی انتهایی از باتلاق‌های ساحلی با فاصله کمتر از ۲۰۰ متراز شمال به سوی دریا و کانال‌های فعلی رودخانهٔ گالون به که صورت موازی با دریا به ساحل می‌رسند دارد.

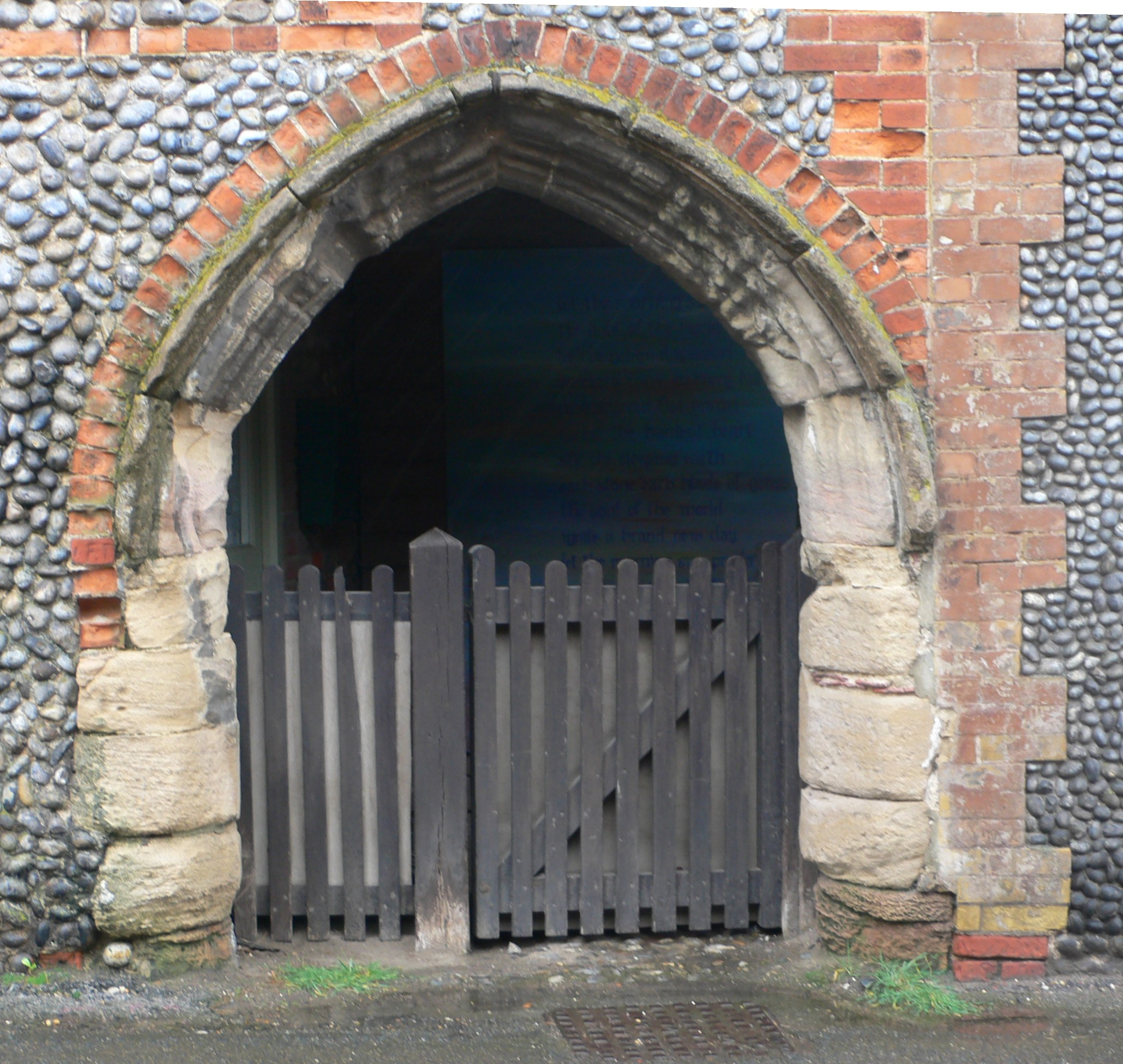
طاقی در کِلِی که تصور می شود زمانی جزو دیوار بلکنی چپل بوده است.